# Sainte-Segrée
Sainte-Segrée (picardisch: Sainte-Grée) ist eine nordfranzösische Gemeinde mit 48 Einwohnern (Stand 1. Januar 2022) im Département Somme in der Region Hauts-de-France. Die Gemeinde liegt im Arrondissement Amiens, ist Teil der Communauté de communes Somme Sud-Ouest und gehört zum Kanton Poix-de-Picardie.

## Geographie
Die Gemeinde liegt am linken Ufer des Poix, einem kleinen Zufluss der Évoissons rund einen km nordwestlich von Thielloy-la-Ville und rund acht km westlich von Poix-de-Picardie sowie 12,5 km östlich von Aumale. Sainte-Segrée besitzt einen Haltepunkt an der Bahnstrecke von Amiens nach Rouen.

## Geschichte
Die Gemeinde wurde 1472 durch die Truppen Karls des Kühnen niedergebrannt.

## Einwohner
| 1962 | 1968 | 1975 | 1982 | 1990 | 1999 | 2006 | 2011 |
| ---- | ---- | ---- | ---- | ---- | ---- | ---- | ---- |
| 75   | 92   | 88   | 76   | 50   | 56   | 54   | 60   |

## Verwaltung
Bürgermeister (maire) ist seit 2001 Gérard Desmarest.

## Sehenswürdigkeiten
- Mariä-Himmelfahrts-Kirche vom Anfang des 16. Jahrhunderts
- Schloss Sainte-Segrée aus dem 18. Jahrhundert mit Park (Base Mérimée IA80000672).